# Georg Theodor Siemssen

Georg Theodor Siemssen

Georg Theodor Siemssen (* 15. März 1816 in Hamburg; † 24. November 1886 ebenda) war ein deutscher Kaufmann.

## Leben
Siemssen hielt sich in den Jahren 1836 bis 1858 anfangs in Batavia und später in China auf. Dort gründete er die Firma Siemssen & Co, die zu einem der größten Handelshäuser in Ostasien aufstieg. Er wurde 1852 zum hamburgischen Konsul in China ernannt und zeigte seine Ernennung durch Übergabe eines Schreibens an den chinesischen General-Gouverneur in Kanton an. Es folgte 1855 die Ernennung zum Konsul von Bremen und 1856 zum Konsul Lübecks sowie von Mecklenburg-Schwerin. 1858 kehrte er nach Hamburg zurück.
Siemssen übernahm vielfach ehrenamtliche Aufgaben in Hamburg. So war er von 1862 bis 1864 Handelsrichter, 1862 bis 1865 Provisor des Waisenhauses, 1866 Niederrichter und 1866 bis 1873 Mitglied der Finanzdeputation. Zudem engagierte sich Siemssen in der St. Nikolaikirche. Dort war er von 1871 bis 1882 Gemeindeverordneter, 1883 bis 1886 Vorsteher sowie Mitglied des Patronats der Freischule. Er gehörte von 1871 bis 1884 der Verwaltung der Allgemeinen Versorgungsanstalt an und war 1877 deren Präses.
Siemssen war von 1862 bis 1873 Mitglied der Hamburgischen Bürgerschaft.